# Грантам
Грантам (енгл. Grantham), је град са око 35.000 становника на истоку Енглеске, Линколншир. Град Грантам се прожиме са суседним местом Грејт Горнеби и заједно ова два места има око 40.000 становника.
Кроз град пролази пруга која повезује Лондон и Единбург. Град се налази поред ауто-пута А1, који такође повезује Единбург и Лондон. Такође поред града пролази и ауто-пут А52 који повезује овај град са Нотингемом. Грантам има једну железничку и једну аутобуску станицу. 
Једна од највећих знаменитости града је црква светог Вулфрама, која је шеста по висини у Енглеској. У центру града се налази велика статуа Исака Њутна.
Град Грантам је познат по томе што се у њему школовао Исак Њутн, који је рођен недалеко од града, а такође је тамо рођена и прва жена британски премијер - Маргарет Тачер.
Град има јако развијену прехрамбену индустрију.

## Партнерски градови
- Санкт Аугустин